# (4219) Nakamura
(4219) Nakamura ist ein Hauptgürtelasteroid, der am 19. Februar 1988 von Masaru Inoue und Osamu Muramatsu am Observatorium in Kobuchisawa entdeckt wurde.
Der Asteroid wurde nach Giichi Nakamura, dem Besitzer der Firma Mitaka Koki, benannt.